# Zbieżność (optyka)
Zbieżność (stopień kolimacji) w optyce jest to miara odstępstwa wiązki światła od równoległości. Wyraża ją wzór
{\displaystyle Z={\frac {1}{f}},}
gdzie {\displaystyle f} jest odległością od pewnej płaszczyzny odniesienia do miejsca zogniskowania wiązki. W przypadku układów optycznych {\displaystyle f} jest często ogniskową tego układu. Jednostką zbieżności jest dioptria.
W przezroczystym ośrodku materialnym o współczynniku załamania {\displaystyle n} definiuje się zbieżność zredukowaną
{\displaystyle Z_{z}={\frac {n}{f}}.}
Wiązka światła jest zbieżna, gdy promienie światła zbiegają się do jednego punktu. Wówczas {\displaystyle Z>0.} Wiązkę nazywamy rozbieżną, wówczas gdy {\displaystyle Z<0} – promienie wówczas rozbiegają się (ewentualny punkt skupienia leży przed płaszczyzną odniesienia). W przypadku gdy {\displaystyle Z=0,} wiązka światła jest równoległa. Zbieżność tej samej wiązki światła (gdy {\displaystyle Z\neq 0}) może być różna dla różnych obserwatorów.